# Johan Sundblad
Johan Sundblad, född 1731 i Askersund, död 1774, var en svensk riksdagsman i borgarståndet.

## Biografi
Sundblad var från 1760 borgmästare i Sigtuna stad. Från 1760 års riksdag till frihetstidens slut var Sundblad medlem av borgarståndet och utövade inom detsamma mycket stort inflytande. Som måg till hattchefen i borgarståndet borgmästaren Renhorn, slöt han sig först till hattpartiet. Vid riksdagen 1765–66 uppträdde Sundblad modigt till försvar för de hatade bolagsmännen i växelkontoren. I egenskap av sympatisör till frihetstidens författning samt myndig och självklok, tillhörde han de hattar, som 1769 i förening med mössorna arbetade mot det bekanta reformförsöket, den s. k. säkerhetsakten. Han blev vid samma riksdag utsedd till medlem av tulldirektionen. 
Vid riksdagen 1771 räknades Sundblad till mössornas främsta män i borgarståndet. Han var en av ledarna vid stormlöpningen mot adelns privilegier samt utarbetade själv och lät trycka ett förslag till privilegier för borgarståndet i ett försök att gagna sin egen klass. I ett förslag till instruktion för justitiekanslern ville Sundblad åt denne av ständerna vid var riksdag nyvalde förtroendeman ge diktatorisk makt över ämbetsmännen mellan riksdagarna. Sundblad ansågs tillgänglig för mutor och misstänktes inte utan grund att ha tagit franska pengar på våren 1772 för att uppträda till försvar för de hotade hattmedlemmarna av rådet. Vid revolutionen 1772 sökte Sundblad fly, men ertappades i Solnaskogen och arresterades. Han lösgavs dock inom kort.
Johan Sundblad var son till riksdagsmannen Anders Sundblad. Vidare var han sonson till Anders Abrahamsson och måg till Olof Bidenius Renhorn. Sundblad var även farmors far till Jesper Crusebjörn.